# Ice Spice
Isis Naija Gaston (*1. ledna 2000, New York, USA), známá pod uměleckým pseudonymem Ice Spice, je americká rapperka. Ice Spice vyrůstala v newyorském Bronxu a svou kariéru započala v roce 2021.

## Mládí
Ice Spice se narodila 1. ledna 2000 v Bronxu v New Yorku. Její otec, afroamerického původu, byl undergroundovým rapperem a její matka, dominikánského původu, pracovala v autosalonu. Její rodiče se seznámili ve fast foodovém řetězci McDonald's a rozešli se, když byly Ice Spice dva roky. Protože její rodiče byli často zaneprázdněni prací, strávila většinu svého dětství se svými prarodiči a jinými příbuznými.
Ice Spice maturovala v roce 2018 na Sacred Heart High a navštěvovala State University of New York (SUNY) at Purchase, kde studovala biologii a byla součástí univerzitního volejbalového týmu. Během druhého ročníku studium na univerzitě ukončila, což vysvětlila tím, že nevěřila, že je tato škola pro ni ta pravá.

## Kariéra
Ice Spice začala ve šlépějích svého otce rapovat v roce 2021 po setkání s hudebním producentem RiotUSA v době, kdy ještě studovala na univerzitě. Nejprve svou hudbu zveřejňovala na SoundCloud. V dubnu roku 2022 vydala singl „Munch (Feelin' U)“, který se stal populárním na TikToku, respektive na Instagramu. Dále vydala další její známé singly „Bikini Bottom“ a „In Ha Mood“, po nichž následně vydala v lednu 2023 své EP Like...?.
V únoru roku 2023 měla feat na remixu skladby „Boy's“ a „Liar Pt. 2“ britské zpěvačky PinkPantheress. Skaldba se stala na sociálních sítích jako TikTok tak virální, že obsadila 3. místo na žebříčku Billboard Hot 100. V dubnu 2023 pro změnu na remixu singlu od Ice Spice „Princess Diana“ měla feat Nicki Minaj. V květnu 2023 Ice Spice měla svůj feat na remixu skladby „Karma“ americké zpěvačky Taylor Swift. Ice Spice společně s Nicki Minaj a skupinou Aqua vydala v červnu 2023 singl „Barbie World“ pro film Barbie, jenž vyšel v létě téhož roku.

## Inspirace
Ice Spice se nechala slyšet, že ji v rapování velmi ovlivnil poslech Pop Smoka, Lil' Kim, Nicki Minaj, Cardi B a dalších i kvůli jejich newyorským kořenům. Hudba Ice Spice je totiž především dril z Bronxu.